# 西部世界 (1973年电影)
《西部世界》（英語：Westworld）是一部1973年美国科幻西部驚悚电影，由小说家迈克尔·克莱顿编剧、执导，讲述游乐园的人型机器人发生故障并开始杀害游客。尤·伯连纳扮演未来背景下一个西部主题公园中的人形机器人，理查德·本杰明和詹姆斯·布洛林饰演公园游客。
这部电影是克莱顿的第一部电影作品，也是第一部使用数字图像处理的电影，采用了像素化摄影来模拟人形机器人的视角。本片获得了雨果奖、星云奖和土星奖的提名。
《西部世界》后有一部续集，1976年电影《未来世界》，和一部短暂播出的电视剧《西部之外》（但在华公映却是《未来世界》在前，《西部世界》在后）。2016年10月2日，HBO參考原电影改編的新电视剧進行播出。

## 剧情
不久的未来，成立了一座高科技、高度仿真的成人乐园迪洛斯，其中有三个主题「世界」——西部世界（模拟美国西部）、中世纪世界（模拟中世纪欧洲）和罗马世界（模拟古罗马城市庞贝）。三个世界中的居民都是逼真的人形机器人，专为所在世界的历史环境而制造，几乎和真人没有区别。游客们每天花1000美元，就能在乐园中的一个世界中为所欲为，任意与人形机器人做爱，或者杀死他们。迪洛斯的广告词中这样写到，“朋友们，该来这里享受假期了！”
两个人进入了西部世界，皮特·马丁（本杰明）是第一次来德洛斯玩，而他的朋友约翰·布莱恩（布洛林）已经是熟客了。西部世界的特色之一是一名枪手（伯连纳），一个专为挑起手枪格斗而设计的机器人。西部世界中给游客配发的枪上装有温度感应器，能够防止游客间互相开枪，或者击中其他温度较高的东西，但机器人并没有温度，因此可以被游客“射杀”。枪手的程序能够让游客在决斗中从容拔枪杀死枪手，百战百胜，而第二天机器人就会被修好并送回西部世界。
负责维护迪洛斯运行的技师发现机器人出了问题，并在机器人中像传染病一样散播。罗马世界和中世纪世界里，机器人崩溃和系统故障的频率越来越高，而且可能已经传到了西部世界。一个计算机专家对此不屑一顾，认为这是“传染病的模拟”，但技师总监（阿兰·奥本海默）说，“我们处理的不是一般的机器。这些是十分复杂的设备，几乎和活的器官一样复杂。有的甚至是其他计算机设计的，我们根本不知道他们的工作原理。”
乐园内的故障越发增多，西部世界里一条机器响尾蛇咬了布莱恩，同时在中世纪世界，一个机器人背离程序，拒绝了游客的求爱。当中世纪世界里的一个黑色骑士（Black knight）机器人持剑决斗杀死一个游客之后，乐园的系统彻底失控了。管理人员试图切断整个公园的电源，但断电却使中控室自动上锁，把他们困在里面，没法恢复供电，也没办法逃脱。与此同时，三个世界里的机器人依靠身上的备用电源开始疯狂滥杀。
马丁和布莱恩在西部世界妓院酒吧的吵闹声中醒来，对乐园中的变故毫不知情。当枪手再次出现发起挑衅的时候，布莱恩像往常一样打算轻松应，却被枪手一枪击倒。马丁赶忙逃命，枪手开始不依不饶地追踪他。
马丁逃到迪洛斯的其他区域，但那里只有游客的尸体、损坏的机器人和试图逃离德洛斯却被枪手打死的技师。马丁爬进罗马世界的一个下水井，进入了地下控制中心，发现通风系统因为断电停止工作，乐园的技师已经因窒息死在控制室里。枪手在地下走廊中紧追不放，马丁逃进了修理机器人的实验室。马丁伪装成机器人，当枪手走进屋里时把酸液洒向机器人使其瘫痪，然后成功逃脱，回到了地上的中世纪城堡里。
酸液腐蚀了枪手的视觉系统，他只能靠红外线扫描器寻找马丁的踪迹。马丁躲在在城堡大厅燃烧的火炬后以掩饰自己的位置，随后用一个火炬点燃了机器人。烧焦的枪手继续攻击马丁，但最终还是倒下了。马丁惊魂未定，精疲力尽地坐在地牢的台阶上，耳边不断回响着迪洛斯讽刺的广告，“朋友们，该来这里享受假期了！”

## 演员
- 尤·伯连纳 飾 枪手
- 理查德·本杰明（英语：Richard Benjamin） 飾 皮特·马丁（Peter Martin）
- 詹姆斯·布洛林 飾 约翰·布莱恩（John Blane）
- 诺曼·巴托尔德（Norman Bartold） 飾 中世纪骑士
- 阿兰·奥本海默（英语：Alan Oppenheimer） 飾 技术总监
- 维多利亚·肖（英语：Victoria Shaw (actress)） 飾 中世纪皇后
- 迪克·范·帕特恩（英语：Dick Van Patten） 飾 银行家
- 琳达·斯科特（英语：Linda Gaye Scott） 飾 法国妓女阿莱特（Arlette）
- Steve Franken（英语：Steve Franken） 飾 迪洛斯（Delos）技術人員，被槍手射殺而死
- 迈克尔·米科勒（Michael Mikler） 飾 黑骑士
- 特瑞·威尔森（英语：Terry Wilson (。actor)） 飾 警长
- 梅潔·巴瑞特（英语：Majel Barrett） 飾 Miss Carrie
- 安妮·藍道爾（英语：Anne Randall） 飾 Daphne
- 諾拉·馬洛（英语：Nora Marlowe） 飾 the Hostess
- 羅伯·霍根（英语：Robert Hogan (actor)） 飾 迪洛斯訪客的採訪者

## 制作

### 剧本
克莱顿表示，他本不想执导一部科幻电影，但“这是我说服制制片方让我执导的唯一方法。我猜大家觉得我适合干这个。”
本片的剧本在1972年8月就已经完成并送给了各大电影制片厂，但除了丹·梅尔尼克手下的米高梅，剩下的公司都拒绝了这个剧本。
克莱顿说，前期制作非常困难。米高梅在拍摄的第一天就要改剧本，而拍摄开始前48小时才和主演签约，而他不被允许参与选角，并且米高梅最初只给出100万美元预算，后来才又增加了25万。克莱顿称，预算中25万美元是演员工资，40万美元付给了摄制团队，剩下的预算包括了其余开支（包括75万美元用于布景）。

### 取景
《西部世界》在下列几个地点取景，包括莫哈维沙漠，哈罗德·劳埃德的花园，几个米高梅片场，和一个米高梅外景地（是最后在此拍摄的几部影片之一）。本片使用美国摄影家协会Gene Polito的Panavision歪象校正镜头拍摄。

理查德本杰明后来说，他非常热爱拍摄这部影片：
这可能是我唯一一次有机会深入西部，准确的说是科幻设定下的西部。这不是新鲜事了，当演员从纽约来到这里，他们会问“你会骑马吗？”我会说“当然啦，”然后他们就会赶忙去学怎么骑马。但我确实会骑马！所以我做的事情就像回到像12岁一样。我决定演西部世界最主要的原因，是能在这里拿着左轮手枪到处打，骑马，然后被持枪歹徒追得四处逃命，这就足够了。西部世界是最好的！（笑）
枪手的原型是伯连纳在《豪勇七蛟龙》中的角色，克里斯·亚当斯，两个角色的服装几乎一模一样。
在本杰明的角色朝枪手脸上泼洒酸液的戏中，伯连纳脸上的油性妆里混入了Alka-Seltzer泡腾片，洒上水就能出现滋滋起泡的效果。
《西部世界》的配乐由美国作曲家弗雷德·卡尔林制作，结合了人造西部配乐、原声和电子乐。
克莱顿后来写到，由于“电影中多数情节都是老套；好几百个老电影中都有这种场景”，这些场景应当“按照老套的方式去拍”。这影响了镜头和布景的选择。
电影的拍摄日期只有30天。为了节省时间，克莱顿试着只拍摄必要的部分。
原始剧本中最终的结局是马丁和枪手的打斗，最终枪手被肢刑架扯散。克莱顿说他“有过让一台复杂的机器被简单的机器摧毁的想法”，但是尝试拍摄的时候“感觉太做作，也很蠢”，因此放弃了这个情节。 他原本也打算在开场设计悬浮车在沙漠上穿行的戏，但没办法做出特效，所以也放弃了这个想法。

### 后期制作
在改写小说的过程中，克莱顿解释了他是如何剪辑电影，就使电影不会又臭又长。删除的片段包括抢劫银行和销售处；悬浮车在沙漠上飞行；附加的更长的对话场景；更多机器人杀害游客的场景，包括一个游客被绑在肢刑架上，胳膊被扯断；更长的枪手追逐皮特的戏；皮特泼完酸液之后枪手用水洗脸。克莱顿的剪辑版本中，枪手最后和皮特有一场打戏，枪手有着另一种死法，在肢刑架上被杀死。
尤伯连纳的一本自传中提到了一段长达10分钟的“成人内容”遭到删除（可能为了满足PG分级）。但包括自传在内的任何地方都找不到这段戏的细节内容。
电影刚刚完成制作，米高梅就授权拍摄了一些附加脚本。电影开始前增加了一段电视广告，而由于当时好莱坞的作家正在罢工，因此这段内容邀请了纽约广告经理斯蒂芬·法兰克福来编写。

### 数码图像处理
《西部世界》是第一部应用数码图像处理的长片。克莱顿原本去了帕萨迪那的喷气推进实验室，但得知两分钟的动画要花9个月制作，并且要花20万美元时，他联系了老约翰惠特尼，他推荐了他的儿子小约翰惠特尼。后者去了 Information International, Inc.，在哪里他们可以晚上工作，能更快、更便宜地完成动画的制作。 小约翰惠特尼在那里对一部分场景进行了像素化处理，以便表现出枪手机器人的视角。大约2分31秒的画面像素化通过色彩分离（分离三原色外加黑色遮罩）70mm胶片的每一帧，将这些元素扫描并转为正方形块，然后根据色调加上基本颜色。 处理生成的粗像素矩阵被重新输入电影中。这一处理过程被《美国电影摄影师》杂志的文章“西部世界幕后”和2013年《纽约客》一篇在线文章报道。

## 发行

### 票房
本片取得了票房上的成功，1973年底在美国和加拿大的租金达到400万美元，成为米高梅当年最卖座的电影。在1976年重新发行之后，总票房达到了7,365,000美元。

### 搭配小说
克莱顿的原始剧本被改编成了大规模投放市场的小说。

### 大受好评
综艺杂志称赞本片非常棒，“结合了严肃娱乐，惊悚题材，和非常聪明的半严肃半幽默故事”。
本片在烂番茄上获得86%的评分，共有36个评价。《每日电讯报》评论家菲利普霍恩在看过2008年9月发行的DVD后把本片形容为“非常具有建议性的，十分吓人的寓言-伯连纳表演的惊悚场面太好了。”

## 影响
續集《未來世界》於1976年拍攝，由美國國際影業發行，而不是米高梅。只有伯連納回歸並再次飾演槍手角色。四年後，1980年，CBS電視網播出一部短暫的電視劇《西部之外》，差劣的收視率令劇集於五集中的三集播出後取消。
克萊頓使用了類似的情節元素 – 高科技遊樂園亂套及中央控制被能量故障而癱瘓 – 放在他的暢銷小說《侏羅紀公園》中。
2013年8月，HBO宣佈預訂電視劇的試播集，由J·J·艾布斯、強納森·諾蘭和傑瑞·溫特·勞勃監製。諾蘭與他的妻子麗莎·喬伊編寫和執行製作本劇，並由諾蘭執導試播集。2014年夏天在洛杉磯開始製作。2016年6月19日，HBO放出《西部世界》新劇集的預告片，2016年10月2日首播。本劇播放10集，主演有安東尼·霍普金斯、伊雯·瑞秋·伍德、譚蒂·紐頓、詹姆斯·馬斯登、傑佛瑞·懷特、羅德林哥·桑特羅、小克利夫頓·柯林斯和艾德·哈里斯。本劇被續訂第二季共10集。